# Greenwood megye (Kansas)
Greenwood megye az Amerikai Egyesült Államokban, azon belül Kansas államban található. Megyeszékhelye és legnagyobb városa Eureka. Lakosainak száma 6016 fő (2020. április 1.). Greenwood megye Lyon, Elk, Coffey, Woodson, Wilson, Butler és Chase megyékkel határos.

## Népesség
A megye népességének változása:
| Lakosok száma | 6682 | 6614 | 6464 | 6424 | 6244 | 6016 |
|               | 2010 | 2011 | 2012 | 2013 | 2015 | 2020 |